# Корнев, Григорий Ильич
Григо́рий Ильи́ч Ко́рнев (род. 14 марта 1961, Металлплощадка, Кемеровская область) — советский и российский легкоатлет, специалист по спортивной ходьбе. Выступал в 1987—1995 годах, член сборных команд СССР, СНГ и России, победитель первенств всесоюзного и всероссийского значения, бывший рекордсмен мира в ходьбе на 5000 метров в помещении, участник чемпионата мира в Штутгарте и других крупных международных стартов. Представлял Кемеровскую область. Мастер спорта СССР международного класса.

## Биография
Григорий Корнев родился 14 марта 1961 года в посёлке Металлплощадка Кемеровской области. Занимался спортивной ходьбой под руководством заслуженного тренера СССР Юрия Васильевича Подоплелова.
В мае 1988 года на соревнованиях в Вильнюсе установил свой личный рекорд в спортивной ходьбе на 50 км — 3:50:15.
В 1989 году на чемпионате СССР по спортивной ходьбе в Ленинграде выиграл серебряную медаль в дисциплине 20 км. Будучи студентом, представлял страну на Всемирной Универсиаде в Дуйсбурге — в той же дисциплине финишировал пятым.
В 1990 году на 20-километровой дистанции с личным рекордом 1:18:56 стал четвёртым на соревнованиях в Москве. Попав в состав советской сборной, выступил на чемпионате Европы в Сплите, где в конечном счёте сошёл с дистанции.
В 1992 году в ходьбе на 5000 метров в помещении одержал победу на зимнем чемпионате России в Волгограде, на зимнем чемпионате СНГ в Москве, на международном турнире «Русская зима» в Москве, при этом дважды обновил мировой рекорд в данной дисциплине — 18:23.10 и 18:15.25 (четвёртый результат в настоящее время). Принимал участие в чемпионате Европы в помещении в Генуе, но здесь в ходе прохождения дистанции был дисквалифицирован.
В 1993 году в дисциплине 5000 метров взял бронзу на зимнем чемпионате России в Москве. В дисциплине 20 км получил серебро на открытом чемпионате России по спортивной ходьбе в Чебоксарах, занял 31-е место на чемпионате мира в Штутгарте.
В 1994 году в ходьбе на 5000 метров завоевал бронзовую награду на зимнем чемпионате России в Липецке. Благодаря череде удачных выступлений удостоился права защищать честь страны на Играх доброй воли в Санкт-Петербурге — в программе ходьбы на 20 000 метров получил дисквалификацию, не показав никакого результата.
В 1995 году в дисциплине 20 км занял шестое место на открытом зимнем чемпионате России по спортивной ходьбе в Адлере и на этом завершил спортивную карьеру.
Впоследствии успешно стартовал на ветеранских соревнованиях по лыжным гонкам, неоднократно принимал участие в различных любительских пробегах в Кемеровской области, проявил себя в часовом беге и полумарафоне.